# Новосёлка (Скадовский район)
Новосёлка (укр. Новосілка) — село в Новониколаевской сельской общине Скадовского района Херсонской области Украины.
Население по переписи 2001 года составляло 106 человек. Почтовый индекс — 75711. Телефонный код — 5537. Код КОАТУУ — 6524781504.

## История
В 1946 году указом ПВС УССР село Найдорф переименовано в Новосёлку.

## Население и этнический состав
По данным переписи населения Украины 2001 года распределение населения по родному языку было следующим (в % от общей численности населения): украинский — 93,40 %, русский — 5,66 %, белорусский — 0,94 %.